# Emmenez-moi (film)
Pour les articles homonymes, voir Emmenez-moi.
Pour plus de détails, voir Fiche technique et Distribution.
Emmenez-moi est un film français réalisé par Edmond Bensimon, sorti en 2005. Le film emprunte son nom à une chanson de Charles Aznavour, ce dernier y joue son propre rôle.

## Synopsis
Après sept années d'aide sociale, de logement insalubre, "d'inadaptation au monde du travail", et à 50 ans passés, Jean-Claude n'est plus sûr que d'une chose : s'il a réussi à tenir le coup tout ce temps, ce n'est pas par hasard, mais grâce à son idole, son Dieu... Charles Aznavour !
Il connaît toutes ses chansons par cœur. Charles lui a dicté sa conduite à chaque moment important de sa vie : il s'est engagé dans la Légion après avoir vu Un taxi pour Tobrouk, et a même chanté La Mamma à la mort de la sienne. Pour tous ces moments intenses, durant lesquels il a trouvé soutien et réconfort, Jean-Claude décide qu'il est grand temps de remercier "Charles" !
Ça lui prend comme ça, un matin. Et comme il a peur d'être intimidé, de ne pas trouver les mots, il enregistre ses remerciements sur bande vidéo, filmés par son neveu Benoît...

## Fiche technique
- Distributeur : K-Films Amérique (Québec)

## Distribution
- Gérard Darmon : Jean-Claude Meunier
- Zinedine Soualem : Boris
- Lucien Jean-Baptiste : Arsène
- Damien Jouillerot : Benoît
- Emmanuelle Hazard : Madame Polin
- Nathalie Levy-Lang : Joceline
- Patrick Tillie : Le vieil éboueur
- Witold Heretynski : Le patron de bar
- Patrick Brasseur : L'épicier
- Serge Flamenbaum : Le curé
- Alexandre Carrière : Le blondinet
- Sophie Hermelin : Caroline
- Pascal Betremieux : Le policier
- Marie Polet : L'infirmière du hall
- Solo Gomez : L'infirmière de la chambre
- Ludovic Wattier : Le routier
- Charles Aznavour : lui-même